# João António das Neves Ferreira
João António de Brissac das Neves Ferreira ComTE • ComA • GCA • ComSE (Santa Maria de Belém, 28 de fevereiro de 1846 – Funchal, 5 de julho de 1902) foi um militar e administrador colonial português.

## Biografia
Em 23 de Março de 1880 foi nomeado governador de Benguela, durante o qual sufocou uma revolta naquela região, mas logo depois, pediu sua exoneração, regressando a Lisboa.
Por decreto de 23 de Dezembro de 1885, foi nomeado governador do Congo Português. Neste governo procedeu a importantes reformas desenvolvendo consideravelmente o comércio. Pouco tempo depois, em 1889, era nomeado governador-geral da província de Moçambique.
Durante o ultimato britânico de 1890 viu-se isolado, sem possibilidade de defesa e combate, tendo que empregar a diplomacia. A esquadra inglesa chega à costa moçambicana, mas Neves Ferreira, com o seu espírito diplomático, sugere conferências, ganhando tempo e tomando medidas mais severas, avisando que se os ingleses se atrevessem a atacar e a invadir Lourenço Marques e Moçambique, que lá seriam recebidos, "devida e cortesmente pelos torpedos que se ocultavam nas águas dos portos". Neste mesmo ano, foi promovido a Capitão de mar e guerra.
Não concordando com algumas ordens do governo da metrópole, pediu a sua exoneração, voltando à Europa. Chegando a Lisboa foi nomeado governador civil do Distrito do Porto onde encontrou os ânimos agitados, por conta da revolta de 31 de Janeiro de 1891. Em 1893, foi encarregado do Ministério da Marinha e Ultramar, chamado pelo conselheiro Hintze Ribeiro.
Em 1896, foi nomeado governador-geral da província de Angola, onde não tomou posse, pois teve de ir à Índia Portuguesa, onde graves revoltas ocorriam. Sua alteza D. Afonso, após representar a Coroa Portuguesa como Vice-Rei, deixou Neves Ferreira como governador interino, onde também não aceitaria algumas das ordens vindas de Lisboa. Depois de regressar da Índia, deixou completamente a política, dedicando-se então ao estudo dos problemas coloniais, fazendo parte de muitas companhias de fomento e exploração no ultramar.
Era Comendador e Grã-Cruz da Ordem Militar de Avis e Comendador da Ordem Militar da Torre e Espada, do Valor, Lealdade e Mérito, da Ordem Militar de Sant'Iago da Espada, da Ordem do Mérito Naval de Espanha e da Legião de Honra de França. Foi também Ajudante de Ordens de D. Carlos I de Portugal.